# East West Records
East West Records es una compañía discográfica estadounidense, pertenece a Warner Music Group y opera bajo Independent Label Group.

## Historia
Tras su creación en 1955 por Atlantic Records, la discográfica solo obtuvo éxito con The Kingsmen, luego de eso congelo sus actividades hasta 1990 cuando Atlántic renovó el sello con el nombre de EastWest Records America ("East" y "West" juntos).
Bajo el mando de Sylvia Rhone, posteriormente East West obtuvo mayores éxitos y alcanzando multiplatinos con artistas como; Simply Red, En Vogue, Pantera, Yo-Yo, Das EFX, Snow, Gerald Levert, AC/DC, Dream Theater, Missy Elliott y MC Lyte. EastWest también distribuyó a otros sellos, tales como: Interscope Records, Motor Jams Records, Mecca Don Records y The Goldmind Inc.
En 1991 Atlantic fusionó East West con Atco Records pasándose a llamar "Atco/East West Records". En 1993 Atco quebró por lo que una vez más volvió a llamarse East West Records, aunque para el Reino Unido se utilizaba WEA Records de sello en artistas tales como; Simply Red, Chris Rea y The Beloved.
En 1994, asumió Sylvia Rhone como directora de Elektra Records, EastWest, junto con la mayor parte de sus artistas, pasó a operar como filial de Elektra Records, independizándose así de Atlantic Records. Sin embargo, con la llegada del nuevo milenio, la crisis discográfica forzó recortes presupuestarios en Warner Music Group, de modo que Elektra Records congelo East West Records. En el 2004, aquellos reajustes de gastos afectaron a Elektra Records, por lo que fue absorbida por Atlantic Records. Sorprendentemente, esos cambios, en lugar de suponer el fin del sello, le otorgaron una nueva oportunidad.
Para el 2005, Warner Music Group reactivó East West Records (nótese que, nuevamente su nombre se escribió separado), pero especializándose en indie rock, en la edición, promoción y distribución de otros sellos de este género de música.

## Artistas
| - AC/DC - Adina Howard - Agallah - Akon - Alesana - Angie Martinez - Angela Winbush - Luther Allison - A.L.T. - Tori Amos (Europa) - Archive - Baton Rouge - Billy Lawrence - Blazin' Squad - Sarah Brightman - Britny Fox - Buffalo Tom - Busta Rhymes - Cancer - Cay | - Clipse - Clutch - Cydal - Betsy Cook - Da Lench Mob - Das EFX - Dawn of the Replicants - Da Youngsta's - Dir En Grey - Dog Society - Dream Theater - Ednaswap - Envyi - En Vogue - Fabulous - Flipmode Squad - Missy Elliott - Fight Fair - Flipmode Squad | - For Love Not Lisa - Gina Thompson - Grace - Happyhead - Howard Jones - The Human League - INXS (Australia/Japón) - Kane & Abel - Keith Sweat - Kix - K.P. & Envyi - Gerald Levert - Lil' Mo - Lord Have Mercy - LSG - Marky Mark and the Funky Bunch - MC Lyte - Ian McCulloch - Michael Speaks - Mint Condition | - Missy Elliott - Mista - Mocha - Muse - Jimmy Nail - Natalie Cole - Nicole Wray - Nightmare of You - Stina Nordenstam - Ol' Dirty Bastard - 1 of The Girls - One Over - Orange 9mm - Outrage - Oxide & Neutrino - Pantera - Fatima Rainey - Rampage - Rah Digga | - Ray J - Sa-Deuce - Send no flowers - Sick of It All - Silk - Simply Red - The Sisters of Mercy - Snow - The Subdudes - Supernatural - Tad - Terror Fabulous - Torrey Carter - Tracy Chapman - Yolanda Adams - Yo-Yo |